# Clinton (Oneida County, New York)
Clinton ist eine Ortschaft im Oneida County im US-Bundesstaat New York mit 1.942 Einwohnern (Volkszählung 2010). Clinton ist nach dem ersten Gouverneur von New York und späteren Vizepräsidenten der Vereinigten Staaten George Clinton benannt.
Das Dorf Clinton beherbergt unter anderem das Hamilton College und gehört zur Stadt Kirkland und ist als Dorf der Schulen bekannt, weil dort im 19. Jahrhundert zahlreiche Privatschulen ihren Sitz hatten.

## Geschichte
Die erste Besiedlung der Neuzeit fand um 1787 statt. Das Dorf wurde 1843 in Kirkland eingemeindet. 

## Persönlichkeiten
- Clara Barton, gründete das Amerikanische Rote Kreuz
- Stephen W. Brennan, US-Bundesrichter
- Jack Britton, Boxweltmeister
- Grover Cleveland, Präsident der Vereinigten Staaten, lebte als Jugendlicher drei Jahre lang in Clinton
- Ulysses S. Grant III, Enkel eines Oberbefehlshabers der United States Army
- Charles S. Hastings, Physiker
- Christian Heinrich Friedrich Peters, deutsch-amerikanischer Astronom, der im Litchfield Observatorium des Hamilton Colleges 48 Asteroiden entdeckte
- Elihu Root, US-Außenminister, Friedensnobelpreisträger 1912
- Henry De Wolf Smyth, Physiker, Diplomat